# Livro de visitas
Um livro de visitas é uma forma de reconhecer a sua visita num site, física ou virtualmente, e deixar o seu nome, endereço postal ou eletrónico (se quiser), e um comentário ou nota, se desejar. Esses livros em suporte de papel são bastante comuns nas igrejas, casamentos, funerais, museus e outros locais privados abertos ao público.
Muitas casas privadas também têm um livro de visitas. Livros de visitas podem incluir formas especializadas de registos num hotel, onde os hóspedes são obrigados a fornecer informações pessoais para contato, e os livros de condolências, que são utilizados em casas funerárias e, mais geralmente, usados após mortes de pessoas importantes, como a morte de um monarca ou presidente, ou após um calamidade pública, como um avião cair.
Na Internet, um livro de visitas é um sistema que permite aos visitantes de um site deixar um comentário público. É possível em alguns livros de visitas expressar seus pensamentos sobre o site ou o seu assunto. Geralmente, eles não exigem a criação de uma conta, pois são um método informal e rápido de deixar uma mensagem. O objetivo de um livro de visitas é mostrar o tipo de visitantes do site, incluindo a parte do mundo em que eles residem, e ganhar feedback com eles. Isso permite ao webmaster avaliar e melhorar o seu site incrementalmente. Um livro de visitas é geralmente um script, que normalmente é remotamente hospedado e escrito em uma linguagem como Perl, PHP, Python ou ASP. Existem muitos sites a disponibilizar esse serviço gratuitamente.
Nomes e endereços de e-mail fornecidos nos livros de visitas, em suporte de papel ou eletrónico, são frequentemente usados e compilados para efetuar estatísticas sobre os visitantes do site.